# Fyzická geografie

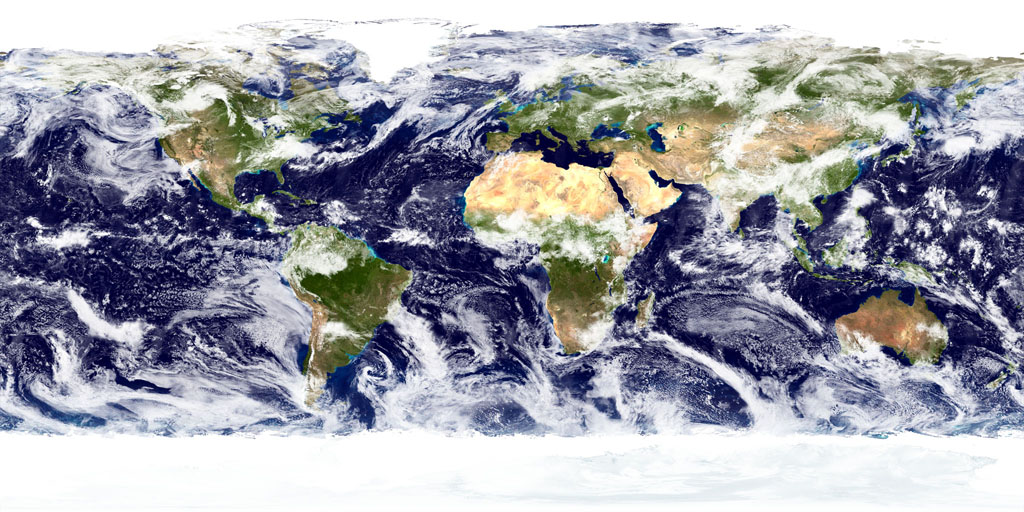
Skutečný pohled na zemský povrch a atmosféru

Fyzická geografie je disciplína geografie, která zkoumá zákonitosti formování a dynamiky přírodní složky krajinné sféry.
Předmětem zkoumání fyzické geografie je tedy fyzickogeografická sféra. Ta se skládá z více sfér:
- litosféra
- pedosféra
- biosféra
- hydrosféra
- troposféra a část stratosféry – jako součást atmosféry
- (kryosféra)

Podle některých definic sem nepatří kryosféra (je to de facto hydrosféra), popřípadě pedosféra (průnik biosféry, hydrosféry a litosféry).

## Definice
Farský (2008) uvádí ve svých skriptech Vybrané kapitoly z fyzické geografie následující definice fyzické geografie:
| „                      | Fyzická geografie jako přírodní věda studuje přírodní geosystémy, krajinné sféry, jež tvoří zároveň geografické prostředí. | “ |
| — Encyklopedie Diderot | |   |

| „                                  | Fyzická geografie je vědní disciplína zabývající se prostředím na Zemi z pohledu povrchu, hydrosféry, atmosféry a biosféry. | “ |
| — Herder Lexikon - Geographie 1974 | |   |

| „                                                    | Fyzická geografie je geografická věda zabývající se obecnými zákonitosmi vývoje jevů ve fyzickogeografické sféře. Člení se dále na geomorfologii, klimatologii a meteorologii, hydrologii a oceánologii. | “ |
| — Geografický terminologický slovník PF Ostrava 1982 | |   |

| „                                                 | Fyzická geografie je přírodní věda komplexně studující přírodní sféru Země i jednotlivé její části. Fyzická geografie vlastně sleduje přírodně územní komplexy (geosystémy) na všech úrovních a skládá se z dílčích disciplín. | “ |
| — Geografický encyklopedický slovník. Moskva 1988 | |   |

| „                                                   | Fyzická geografie je věda o prostorových a časových charakteristikách (vlastnostech) a vztazích všech jevů s vyloučením zemského fyzikálního okolí (tj. zahrnuje složky litosféru, atmosféru, hydrosféru, biosféru,…). Fyzická geografie je spojena s humánní geografií, jakmile se začne projevovat vzájemné působení přírodních dějů fyzikálního systému s lidskou činností. | “ |
| — The Pinguin Dictionary of Physical Geography 1984 | |   |

## Dílčí fyzickogeografické vědy
- biogeografie
- geodézie
- geomorfologie
- geonika
- glaciologie
- hydrografie
- klimatologie
- krajinná ekologie (geoekologie)
- limnologie
- matematická geografie (planetární geografie)
- oceánografie
- paleogeografie
- pedogeografie